# ミュージアムパーク茨城県自然博物館
ミュージアムパーク茨城県自然博物館（ミュージアムパーク いばらきけんしぜんはくぶつかん）は、茨城県坂東市にある茨城県立の自然博物館である。“茨城の風土に根ざした自然に関する総合的な社会教育機関”として開館した。

## 概要
1994年（平成6年）11月13日開館。『茨城県自然博物館進化基本計画』第1章では「毎年40万人以上が来館する、日本を代表する自然史系博物館」と紹介している他、2004年（平成16年）の開館10周年にあたり、「茨城県自然博物館進化基本計画」と第した計画を推進し、その中で博物館の活動目標を「自然と共生し、市民と協働する博物館であること」と制定している。
茨城県の博物館ではあるが、千葉県との県境付近に立地し、埼玉県や東京都からも10-20 km圏内に位置する。また、つくばエクスプレス、常磐自動車道により都内等からのアクセスが良いことから、「通勤圏の大自然」と称してPRする看板がつくばエクスプレス六町駅ほか都内の駅で見られる。
1998年（平成10年）9月25日、建設省設立50周年記念事業「公共建築百選」に選定された。

## 施設
菅生沼の西岸に建てられている。大きく分けて、本館内の屋内展示と野外施設とに分かれる。

### 本館
5つの展示室と部門・企画展示、映像ホールを持つ。
- 第1展示室 - 宇宙関連
- 第2展示室 - 地球関連
- 第3展示室 - 生態系関連
- 第4展示室 - 生命関連
- 第5展示室 - 地球環境関連

隕石、鉱石、化石、剥製、自然の模型などが展示されており、水生生物は約90種800点が展示されている。隕石など一部の展示物を手で触ったり、自然観察を体験したり、天体の動きを模型で実験したりすることもできる。茨城の自然に関する展示にも力を入れており、生物、植物、地学に関する展示物を見ることができる。また、中国内蒙古自治区博物館 (Inner Mongolia Museum) との友好の証として松花江マンモス (Mammuthus sungari) の骨格が展示されている。この縁により内蒙古自治区博物館との姉妹館となった。
展示内容の一例

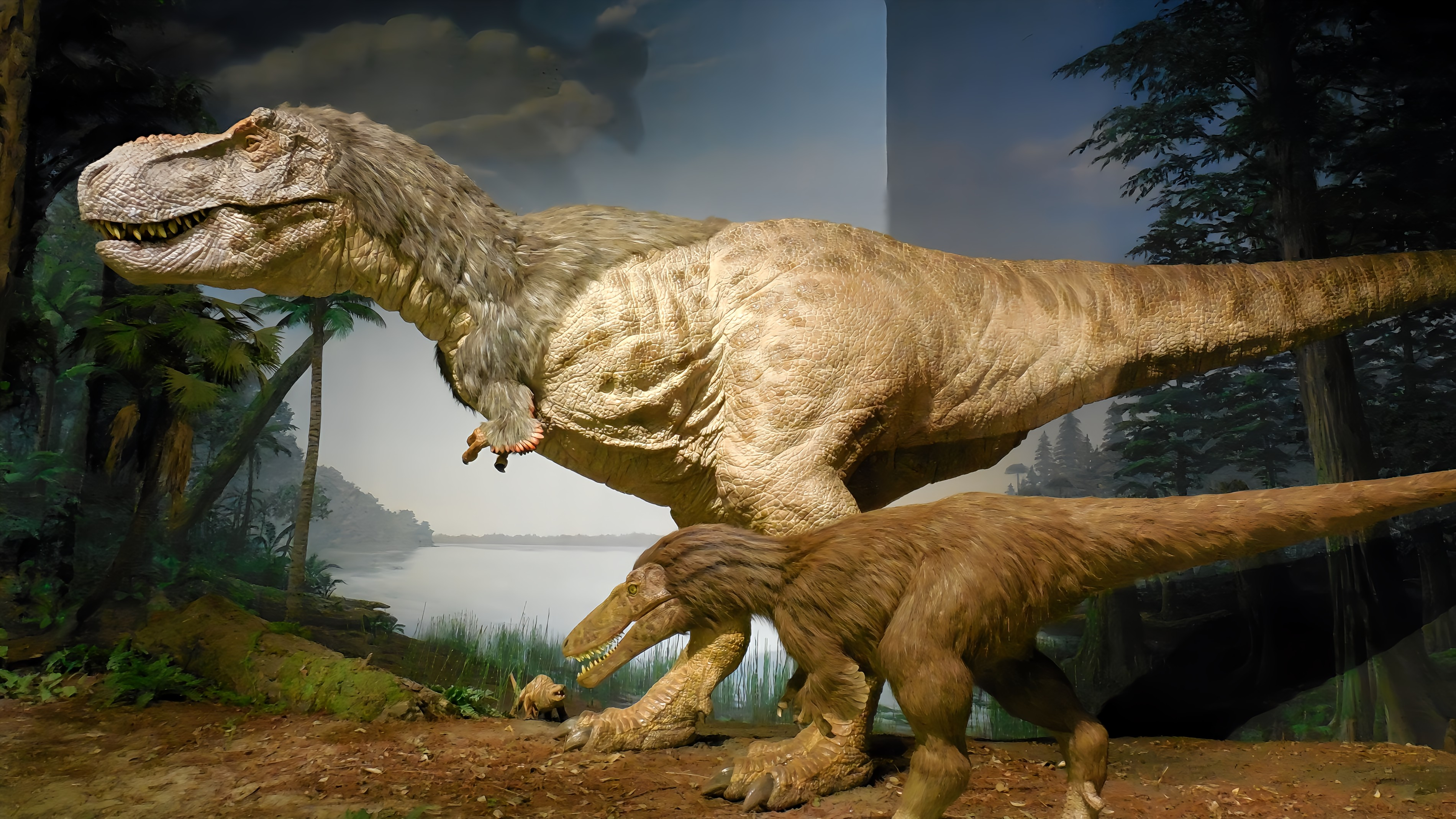
羽毛が生えた動くT-REX
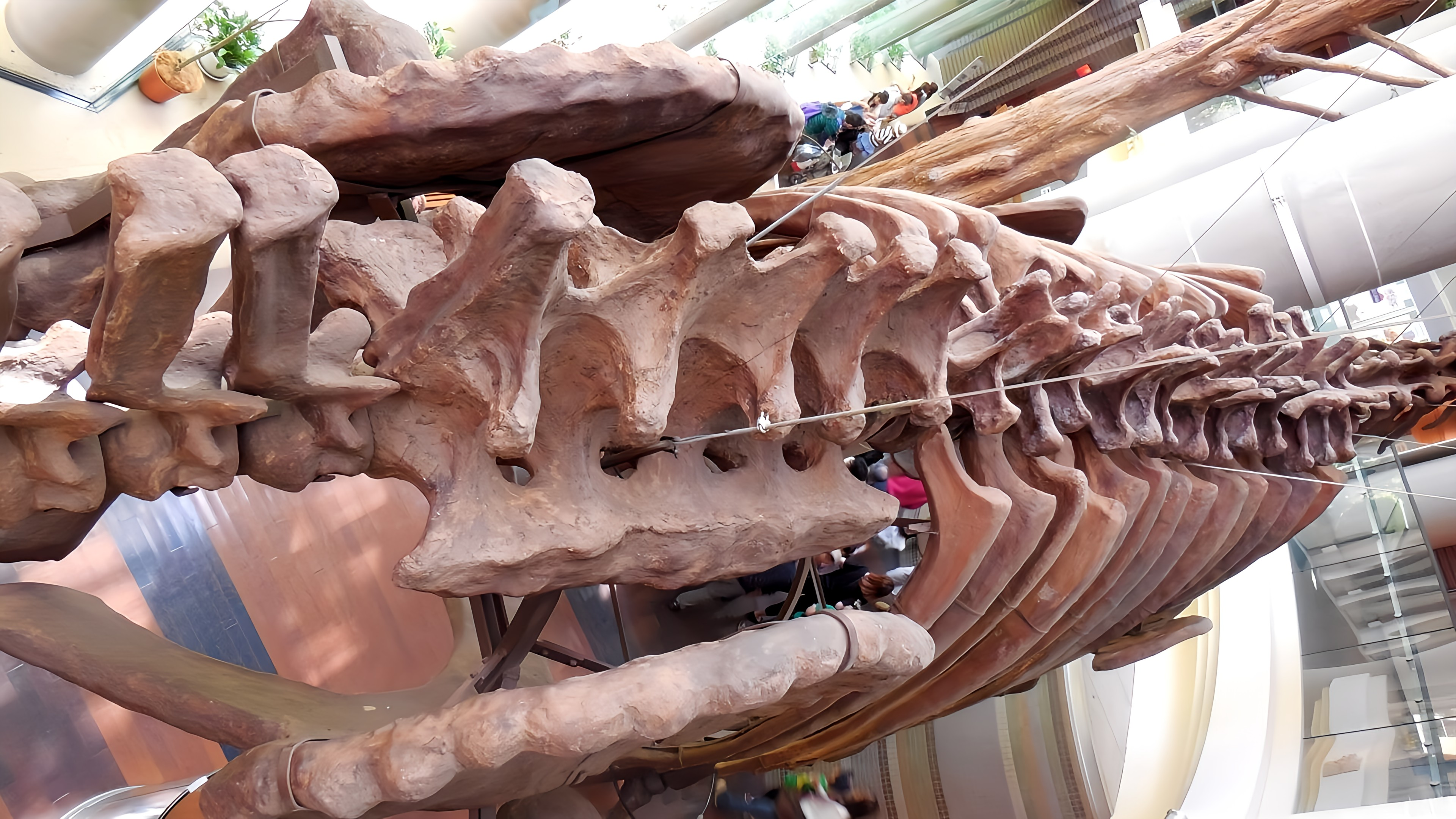
竜脚類のヌオエロサウルスの背中
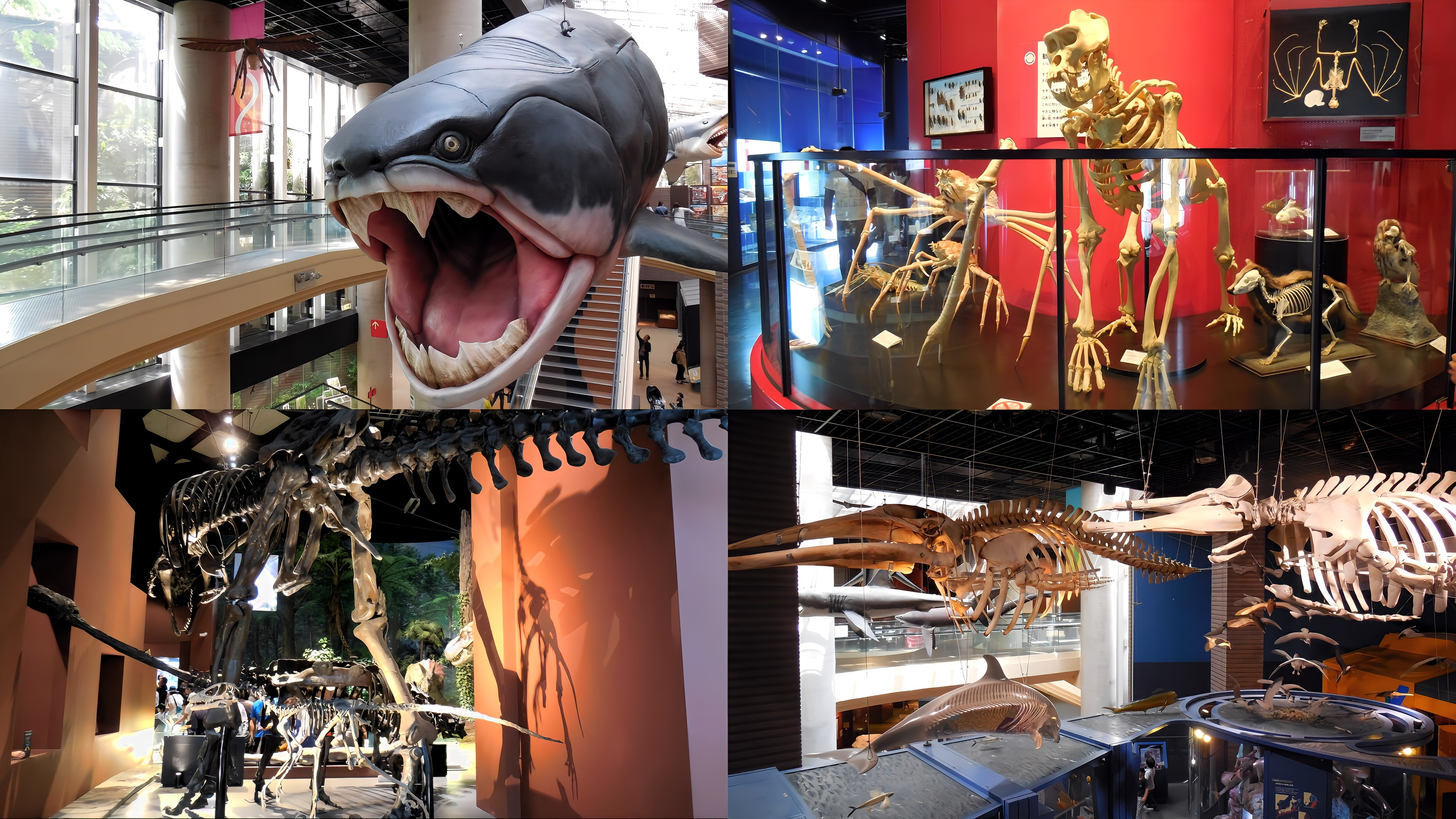
ダンクルオステウス、ゴリラ、T-REX、クジラ
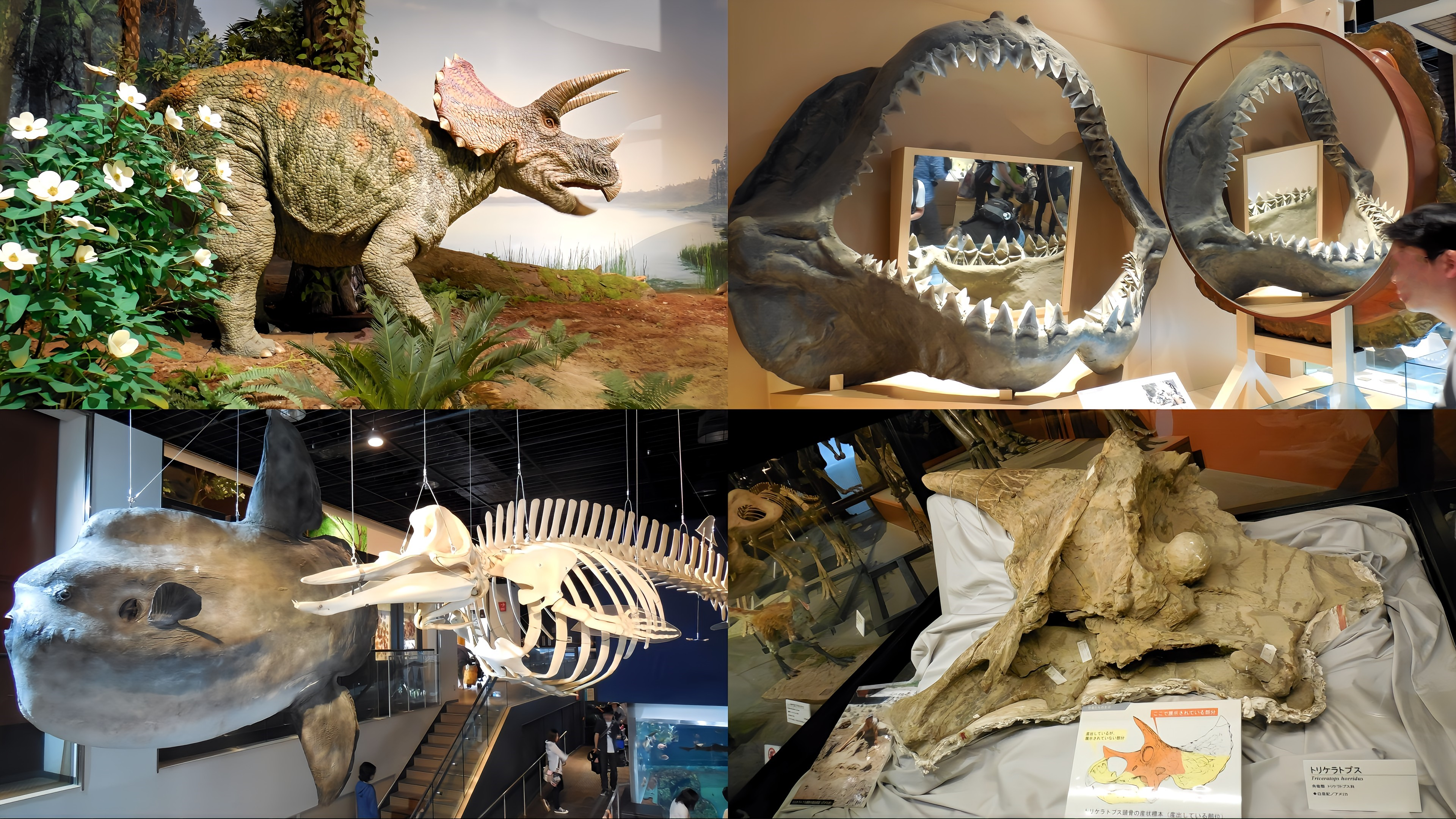
トリケラトプス、メガロドンの顎、マンボウ、トリケラトプスの頭骨

### 屋外施設
野外施設は15.8 haあり、池や森を模した自然観察設備や、芝生広場、花畑などがある。「自然発見工房」という施設では双眼鏡、ルーペ、小型シャベルなどの貸し出しを行っており、施設内の植物、野鳥、昆虫を観察できるようになっている。「古代の広場」では貝化石の採集体験をすることも可能である。菅生沼にかかる「菅生沼ふれあい橋」を渡って対岸の水海道あすなろの里へ行くことも可能。
豊かな自然

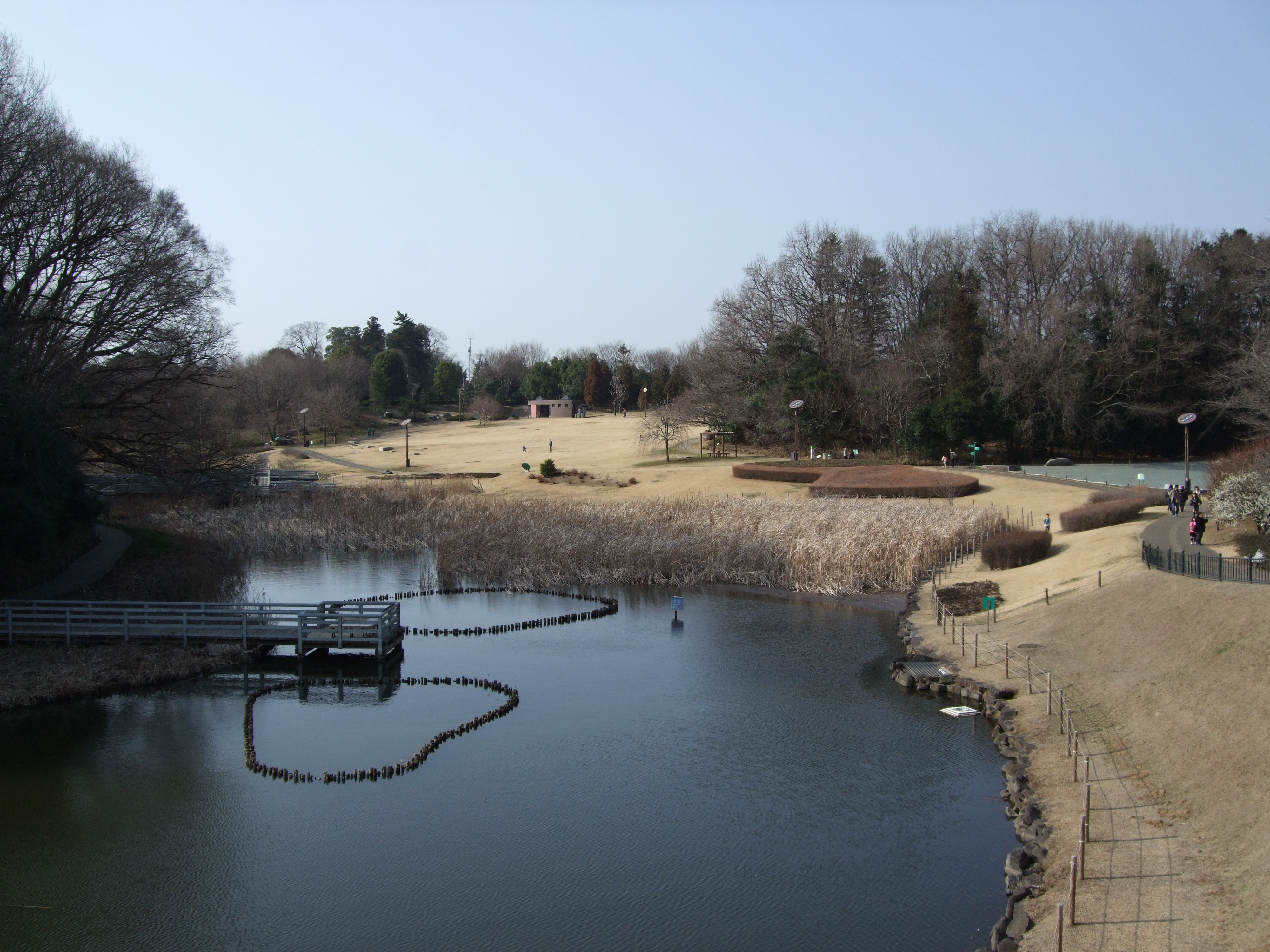
とんぼの池
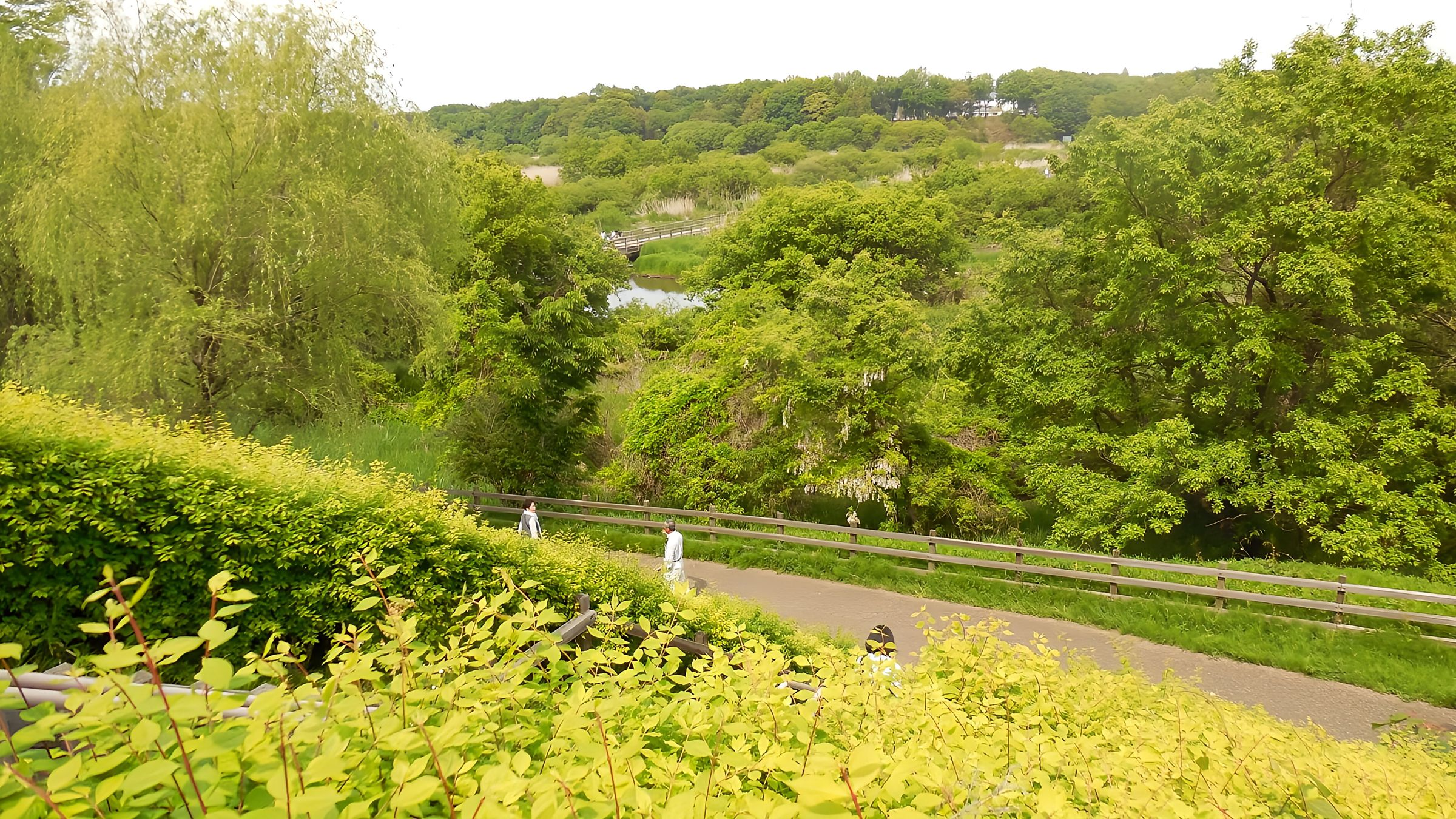
博物館に隣接する菅生沼の自然 01
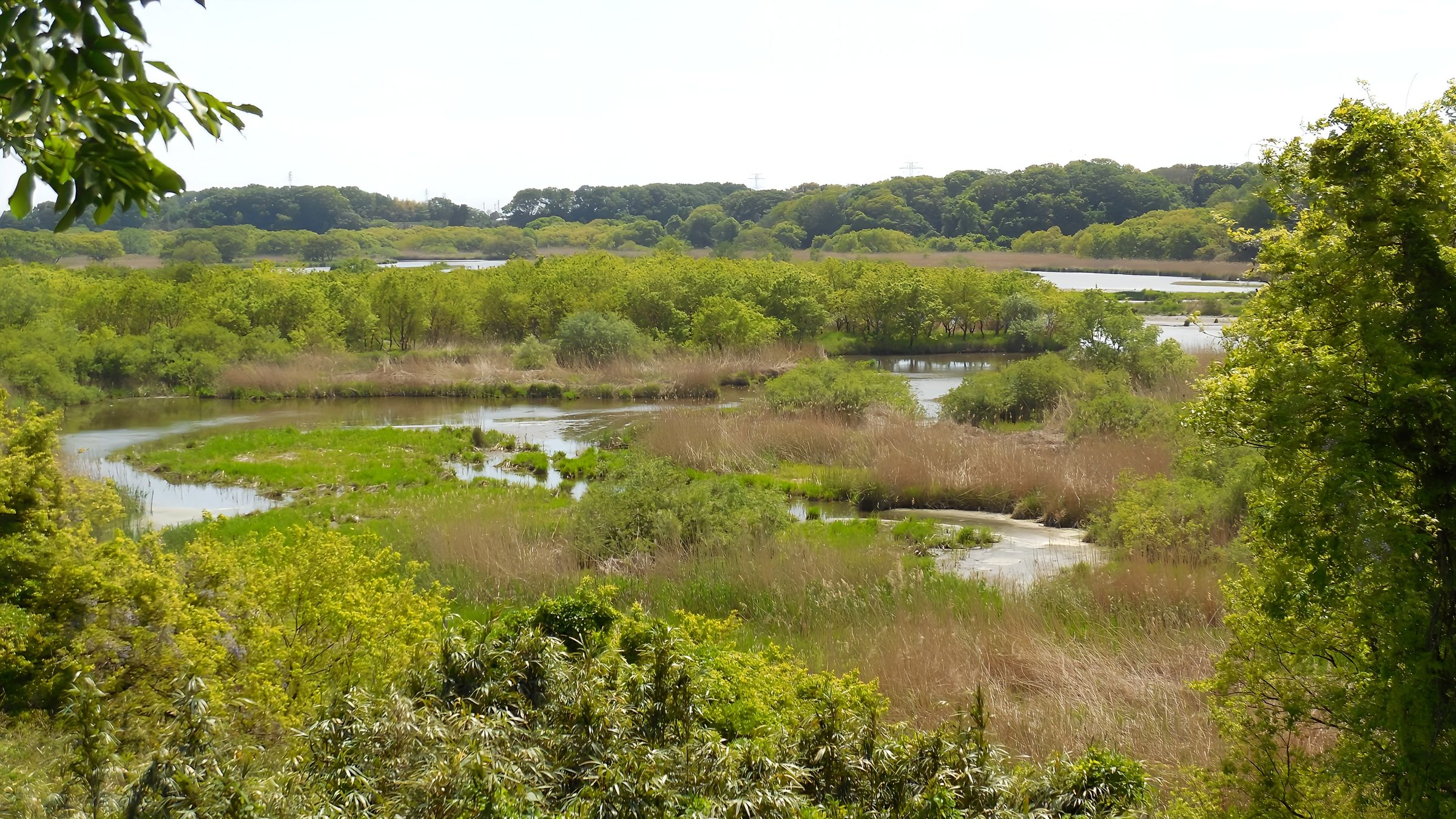
博物館に隣接する菅生沼の自然 02

### 附属施設
本館にはレストラン、360名収容のセミナールーム、持参した弁当を食べられる48名収容の休憩コーナーなどがある。オストメイト対応トイレ、車椅子対応トイレも備えられている。屋内外とも禁煙であるが、一部箇所に喫煙コーナーが設けられている。

## 運営
開館して以来、毎年約40万人が来館しており、2010年（平成22年）3月28日には入館者700万人を達成した。2006年（平成18年）に公表されたリピーター率は約65%である。また、2007年（平成19年）度に要したコストは11億4,000万円であり、これは茨城県が所有する40の有料公共施設の中で最大であった。1997年（平成9年）から毎年1回『茨城県自然博物館研究報告』を発行している。

## アクセス
- 鉄道、バス
  - 首都圏新都市鉄道つくばエクスプレス守谷駅中央西口1番乗り場から関鉄バス「急行・岩井バスターミナル行き」または「急行・猿島バスターミナル行き」乗車約20分、「自然博物館入口」下車、徒歩約5分
  - 東武鉄道野田線愛宕駅から茨急バス「岩井車庫行き」乗車約15分、「自然博物館入口」下車、徒歩約10分
- 自家用車（無料・1,000台収容可能）
  - 東京方面から常磐自動車道谷和原ICより - 約20分
  - 古河市方面から境町経由 - 約50分（埼玉方面）
  - 土浦市方面から常総市経由 - 約60分
  - 筑西市方面から下妻市経由 - 約70分（栃木方面）
  - 千葉市方面から守谷市経由 - 約100分（千葉方面）